# Češča vas
Češča vas je naselje v Občini Novo mesto. 
Naselje leži na levem bregu Krke, tam se vanjo tudi izlije ponikalnica Temenica. Skozi naselje pelje železniška proga Novo mesto - Straža. V bližini vasi je bil leta 2019 odprt vadbeni Olimpijski center Novo mesto, ki gosti številna atletska tekmovanja in ki se ponaša z enim izmed dveh slovenskih velodromov, zgrajenim že leta 1996. V gradnji pa je tudi novomeški pokriti bazen v Češči vasi.